# Коту-Вамеш
Коту-Вамеш (рум. Cotu Vameș) — село у повіті Нямц в Румунії. Входить до складу комуни Хорія.
Село розташоване на відстані 282 км на північ від Бухареста, 44 км на схід від П'ятра-Нямца, 55 км на південний захід від Ясс.

## Населення
За даними перепису населення 2002 року у селі проживали 3289 осіб, з них 3288 осіб (> 99,9%) румунів. Усі жителі села рідною мовою назвали румунську.